# Svart ljus
Svart ljus (originaltitel: Musta valo) är en finsk thriller- och dramaserie. Serien är skapad av Antti Pesonen, Minna Virtanen och Petri Karra. Första säsongen bestod av sex avsnitt. Serien hade premiär i Finland i december 2022.

## Handling
Serien kretsar kring polisen Anna Valli (Maria Sid) som börjar nysta i försvinnandet av stadens mest fruktade brottsling. När hennes son verkar vara inblandad gör hon allt för att täcka igen spåren.

## Rollista (i urval)
- Maria Sid - Anna Valli
- Samuli Edelmann - Henrik Valli
- Elias Salonen - Niko Valli
- Tommi Korpela - Lefa Halme
- Janne Hyytiäinen - Raimo Asp
- Marjaana Maijala - Rita Asp